# 大梅德韋季夫卡 (克拉西利夫區)
49°53′41″N 26°57′56″E / 49.89472°N 26.96556°E
大梅德韋迪夫卡（烏克蘭語：Велика Медведівка）是位於烏克蘭西部的村莊，由赫梅利尼茨基州裡赫梅利尼茨基區的安東尼尼市鎮負責管轄。該村始建於1610年，面積1.6平方公里，海拔高度297米，2001年人口340。